# Vernon Reid
Vernon Reid (Londra, 22 agosto 1958) è un chitarrista e produttore discografico statunitense, noto come fondatore e maggior compositore della hard rock band Living Colour.

## Biografia
Reid è nato a Londra, ma è cresciuto a New York. Le sue prime registrazioni sono state fatte con il batterista seguace delle teorie armolodiche di Ornette Coleman, Ronald Shannon Jackson, con il quale Reid ha iniziato a collaborare a partire dai primi anni ottanta. Seguono diverse collaborazioni nell'ambito del jazz newyorkese: Jamaaladeen Tacuma, John Zorn e Bill Frisell
Nonostante abbia all'attivo solo tre "solo albums", la discografia del chitarrista afro-americano ha all'attivo centinaia di registrazioni con decine di gruppi di differenti stili come Jack Bruce, Public Enemy, Rollins Band, Tracy Chapman, Carlos Santana e DJ Logic. Molto ricercato come musicista live Reid ha inoltre prodotto alcuni artisti tra cui: James Blood Ulmer. Nel 1998 forma il trio di sperimentazioni chitarristiche GTR OBLQ con David Torn ed Elliott Sharp.
Il suo coinvolgimento nell'ambito del sociale, sempre presente anche nelle sue composizioni, lo ha portato nel 1985, a fondare con il giornalista Greg Tate ed il produttore Konda Mason la Black Rock Coalition, il cui intento è quello di incentivare i musicisti di colore.
È 66° nella lista dei 100 chitarristi migliori di sempre

## Discografia

### Da solista
- 1984 - Smash & Scatteration, con Bill Frisell
- 1996 - Mistaken Identity
- 1998 - Guitar Oblique, con David Torn e Elliott Sharp
- 2004 - Known Unknown
- 2006 - Other True Self